# Oxaea fuscescens
Oxaea fuscescens är en biart som beskrevs av Frédéric Jules Sichel 1865. Oxaea fuscescens ingår i släktet Oxaea och familjen grävbin. Inga underarter finns listade i Catalogue of Life.